# Château comtal de Rochefort
Pour les articles homonymes, voir Château de Rochefort.
L’ancien château comtal de Rochefort se trouve en Wallonie au sud de la ville belge de Rochefort, dans la province de Namur, sur une éminence rocheuse dans une boucle de la Lomme. Les parties les plus anciennes, dont le donjon, datent du XIIe siècle. Il est aujourd’hui en ruines.

## Histoire
C'est en 1155 qu'on trouve une première mention du château des comtes de Rochefort mais il est probablement plus ancien.
En 1285 apparaît la distinction entre forteresse et ville (charte d'affranchissement des bourgeois de Rochefort promulguée par Thierry de Walcourt).
Maintes fois assiégée au cours des siècles en raison de sa position stratégique, la forteresse a aussi été envahie à la fin de l'Ancien Régime (1774) par les habitants de la ville mécontents. Le château a appartenu aux Montaigu, aux Duras, puis aux Walcourt, aux La Marck, aux Stolberg, aux Loewenstein et enfin à nouveau aux Stolberg.
L'arrivée des Français après la Révolution a entraîné la nationalisation des biens du clergé et de la noblesse.
Racheté ensuite par un représentant des Stolberg, lequel ne pourra faire face aux dépenses liées à l'entretien du bien, le château est vendu en vente publique les 3 et 4 août 1812. Il est alors démantelé et ses matériaux de construction sont utilisés pour des fins particulières.

Ensuite la propriété du site passe d'une famille à l'autre jusqu'au début des années 1970 où il est classé et racheté par l'Éducation nationale. La jouissance en est ensuite cédée à la Communauté française qui entreprend de restaurer les ruines.

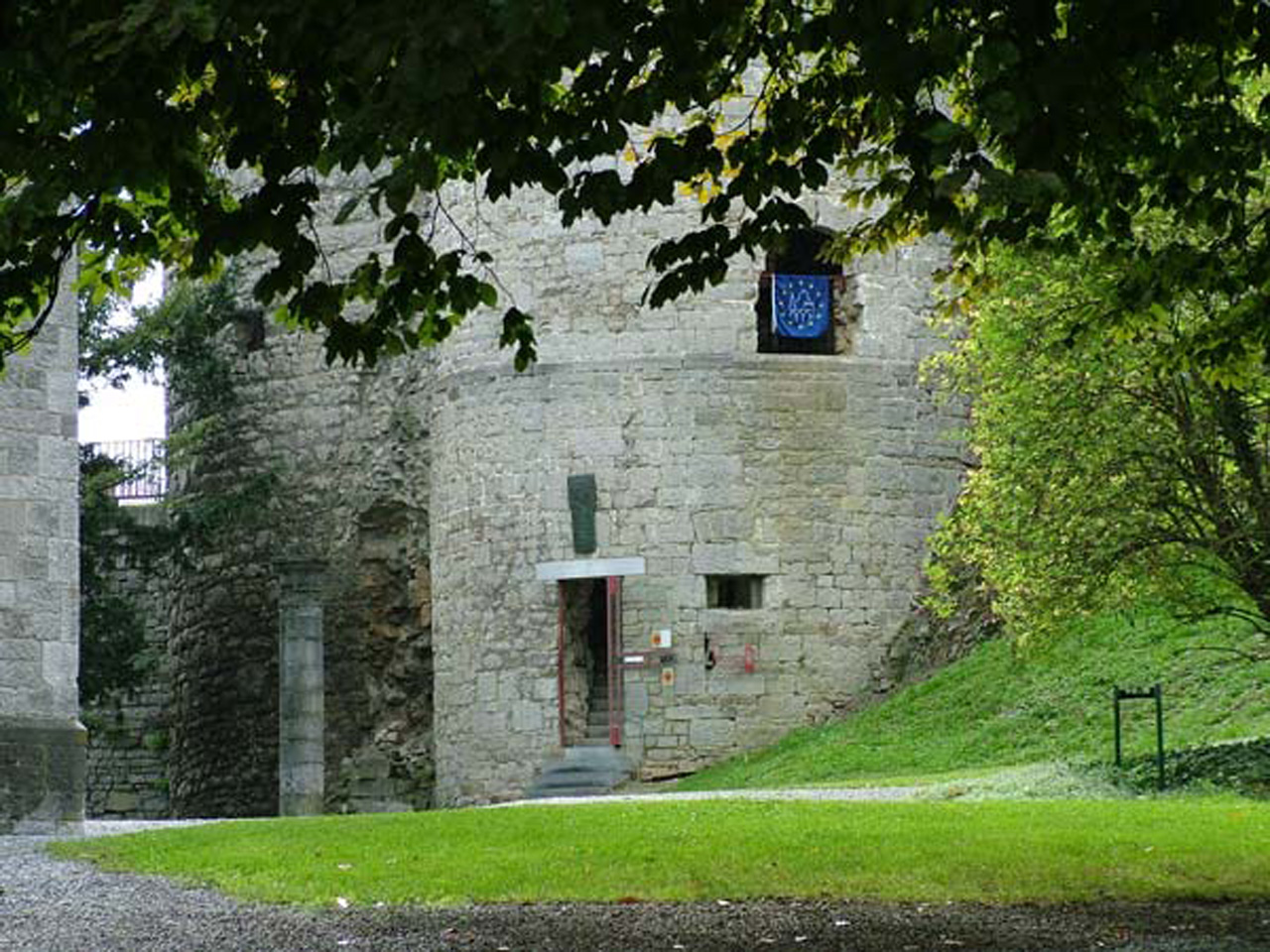
La base du donjon

 Depuis 1987, le lieu est géré par une ASBL qui a ouvert l'endroit au public.

## Le château Cousin

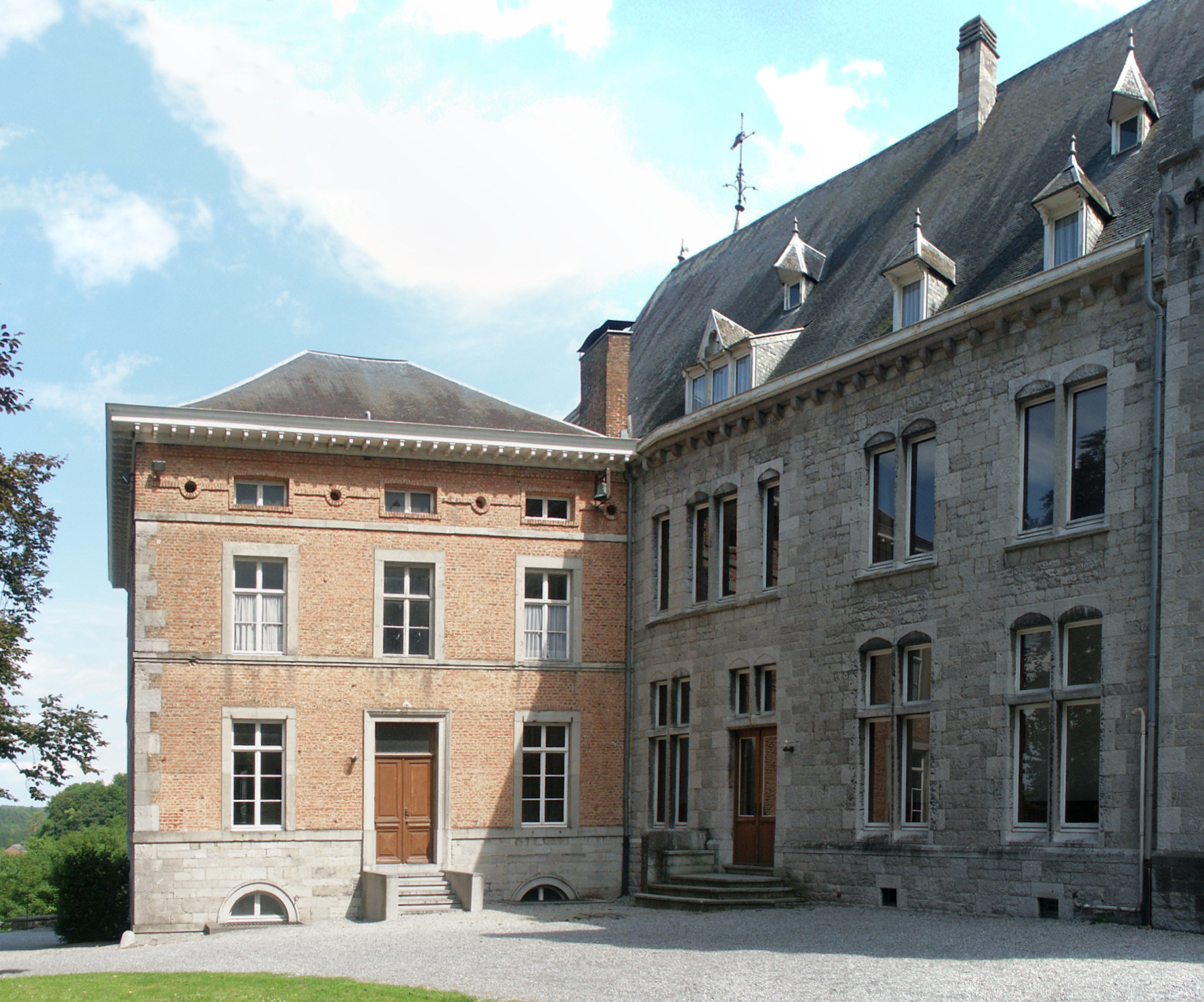
L'entrée du château Cousin

Les ruines historiques voisinent un château d'habitation plus récent, construit en 1904 par la famille Cousin. Après avoir notamment servi d'internat géré par la Communauté française, il est racheté début des années 2000 par des descendants Cousin, aussi membres de la famille Lhoist. Le château est depuis 2010 affecté à l'accueil de familles d'enfants malades,.